# Zamaski Dol
Zamaski Dol – wieś w Chorwacji, w żupanii istryjskiej, w mieście Pazin. W 2011 roku liczyła 51 mieszkańców.